# Tarugo

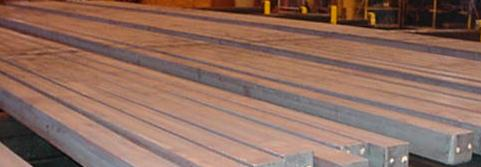
Tarugos

Em siderurgia, tarugo é um objeto sólido usado como matéria prima para a laminação. Pode vir da aciaria, através do lingotamento contínuo ou convencional, ou de uma laminação de blocos, onde o lingote produzido na aciaria foi laminado até a seção desejada. 
Seu formato é geralmente hexaédrico ou cilíndrico. Seu diâmetro varia de 5mm a 300mm com uma pequena tolerância. Os produtos de diâmetro maior são chamados de blocos. 